# فيرناندو فيسنتي
فيرناندو فيسنتي (بالإسبانية: Fernando Vicente Fibla)‏ لاعب كرة مضرب من إسبانيا.

## وصلات خارجية
- فيرناندو فيسنتي على موقع رابطة محترفي التنس (الإنجليزية)
- فيرناندو فيسنتي على موقع الاتحاد الدولي لكرة المضرب (الإنجليزية)
- فيرناندو فيسنتي على موقع خلاصة التنس.كوم (الإنجليزية)
- فيرناندو فيسنتي على موقع إي إس بي إن.كوم (الإنجليزية)
- فيرناندو فيسنتي على موقع أوليمبيديا (الإنجليزية)